# 曼列乌
曼列乌，是西班牙加泰罗尼亚巴塞罗那省的一个市镇。总面积17平方公里，总人口17532人（2001年），人口密度1031人/平方公里。